# Умма-хан V (аварский хан)
Умма-хан IV (авар. Гӏумахан; ум. в конце 1735 года или в начале 1736 года) — правитель Аварского ханства начала XVIII века, отец Мухаммад-нуцала Храброго и дед Умма-хана Бешенного.

## Биография
По хунзахским преданиям, Умма-хан по прозвищу "Старший Булач", сын Дугру-нуцала. Опираясь на письменные источники и привлекая названные предания можно высказать, однако, предположение, что Умма-хан, был сыном Булача, сына Дугри-нуцала II. По иной версии Уммахан V сын этого Уммахана IV, чьё прозвище было "Старший Булач".
Как представитель аварских нуцалов вступил на престол в 1722 году, после смерти Мухаммаднуцала III. В 1722 Джарские аварцы приступом взяли Тифлис, который должен был уплатить контрибуцию в 60 тысяч туманов.
В качестве правителя Аварии, «которого называют Авар-уцмей или уцмей над аварами; имя его Уму-хан» он упоминается под 1727 и 1728 годами. В письме на имя некоего Кулизана (Кӏулизан), написанном не ранее 1730 года, этот аварский правитель именует себя султаном хунзахцев (хунз) Умма-ханом.. В 1142 году по хиджре (1729/1730 год) «в селении Ках Умма-хан-нусал убил двух своих братьев – Ханкалава и Мухаммада». По одной из версий, этот Анкалав был правителем ханства до 1730 года.
В это время в Лезгистане Хаджи-Давуд, проповедовал учение, призывал на священный газават правоверных суннитов против персидских еретиков. Хаджи-Дауд призывал о помощи восставшим Чолак Сурхай-хана I Кази-Кумухского и Уцмия Кара-Кайтагского Ахмед-хана. После прибытия на помощь восставшим Чолак Сурхая с большими силами, авторитет Хаджи-Дауда возвысился и антииранские настроения получили религиозную окраску. В 1711 году восставшие во главе с Сурхаем завладели крепостью Худат, Закаталы, Докузпары, Ахтыпары, захватили Шабран и осадили Шемаху. Но силы были неравны, и Сурхай решил отложить поход до лучших времен. Во время первого похода в Шемаху силы горцев были недостаточны и неорганизованны. Это чувствовал Сурхай, и решил основательно подготовиться к предстоящему походу. В это время не смог принять участия в походе Уцмий Ахмед-хан, по причине того, что тяготевший к проиранской ориентации шамхал Тарковский Адиль-Гирей пригрозил напасть на него, как только тот выйдет из своих пределов.
В 1734 году Кази-Кумух был захвачен Надир-Шахом, а его правитель Сурхайхан бежал с семьёй в Хунзах к Уммахану. Весной 1735 года, Сурхай-хан покинул Аварию. В декабре, после очередного поражения, снова бежал в Аварию.
Адил-Гирей был дальновидным политиком: с помощью Империи (в борьбе с которой в 1725 он погибнет), он укрепил в своё время свою власть, но в удобный момент готов был присягнуть и Ирану и держал с ними дружбу, а также наставлял на то и сына своего Хаспулата. В ответ на это, как только удался удачный момент, в 1148 году по хиджре (1735/1736 год), Умма-хан, решил наказать Адиль-Гирея за отход от политики горских владетелей и напал на его селение Параул. В результате этого похода, селение было сожжено, однако большою ценою — в Параульском сражении умер Умма-хан Аварский, а его отряд был разбит кумыками и бежал в горы
После его смерти на аварский престол взошли его малолетние сыновья Мухаммад-нуцал и Мухаммад-Мирза, которые «пребывали в мире и согласии, делились друг с другом думами и действовали, словно один человек». Старшинство в правлении, при этом, принадлежало Мухаммад-нуцалу. По другой версии, Уммахан V (сын Уммахана IV) правил до 1740 года, а в связи с малолетством его детей, ханом стал некий Нуцал-хан II, правивший до 1744 года.

## Семья
Его младший сын, Уммахан, умер ещё в 1713 году, не достигнув совершеннолетия. Второй сын - Мухаммадмирза - был женат на Патимат, родственнице Хасаймусы Аксайского. От нее у Мухаммадмирзы было двое детей — дочь Китлиляй и сын Булач Младший.